# Kolinsija
Kolinsija (lat. Collinsia) je biljni rod iz porodice trpučevki  (Plantaginaceae). Sastoji se od 21 vrste iz Sjeverne Amerike.Tipična je vrsta Collinsia verna.

## Etimologija
Ime roda 	Collinsia dana je u čast Zacchaeusa Collinsa, Filadelfijskog botaničara s kraja osamnaestog/ranog devetnaestog stoljeća.

## Opis
Jednogodišnje bilje. Prvi puta opisan je u J. Acad. Nat. Sci. Philadelphia, 1817.

## Vrste
1. Collinsia antonina Hardham
2. Collinsia bartsiifolia Benth.
3. Collinsia callosa Parish
4. Collinsia childii Parry ex A.Gray
5. Collinsia concolor Greene
6. Collinsia corymbosa Herder
7. Collinsia grandiflora Douglas ex Lindl.
8. Collinsia greenei A.Gray ex Greene
9. Collinsia heterophylla Buist ex Graham
10. Collinsia latifolia (Newsom) B.G.Baldwin, Kalisz & Armbr.
11. Collinsia linearis A.Gray
12. Collinsia multicolor Lindl. & Paxton
13. Collinsia parryi A.Gray
14. Collinsia parviflora Douglas ex Lindl.
15. Collinsia rattanii A.Gray
16. Collinsia sparsiflora Fisch. & C.A.Mey.
17. Collinsia tinctoria Hartw. ex Benth.
18. Collinsia torreyi A.Gray
19. Collinsia verna Nutt.
20. Collinsia violacea Nutt.
21. Collinsia wrightii S.Watson